# Данијела Божичковић Радуловић
Данијела Божичковић Радуловић - МилаНова (Бела Црква, 1968) српска је књижевница и сликарка.

## Биографија
Њене књиге, које сама илуструје, превођене су на италијански и македонски језик.
Члан је Удружења књижевника Србије и Удружења ликовних уметника Петровца.
Живи и ствара у Петровцу на Млави, директор је библиотеке у Малом Црнићу. Удата је и мајка троје деце.

## Награде и признања
- 2012. и 2019. Прво место на конкурсу за кратку причу, ИК „Алма” и „Беографити”
- 2014. Међународна књижевна награда за мултимедијалност, Македонија
- 2015. Награда „Ана Франк” за роман за децу У страху је велики страх, Скопље
- 2017. Златна значка, за дугогодишњи допринос у култури, Kултурно просветна заједница Србије,
- 2017. Прва награда за причу на конкурсу Мргуда,
- 2017. Прва награда за сатиричну причу на конкурсу „Банатско перо”
- 2019. Победничка прича Пожаревачког недељника „Реч Народа”,
- 2019. Прва награда за песму на међународном пјесничком конкурсу „Милош Видаковић”, „Видаковићевим данима културе”, Рудо[2]
- 2021. Трећа награда за најлепшу причу на конкурсу „Вукашин Цонић”, Лесковац

## Дела
Објавила је осам прозних дела и две збирке поезије.
- Звездане приче, кратка проза.
- Имате ли чудне снове, роман.
- Сочно и опоро П.С. Поверљиво, кратка проза. Sočno i Oporo -- P.S. Poverljivo. Пожаревац: Беловоде прес: Нова реч. 2012. ISBN 978-86-88929-07-3.
- У страху је велики страх, кратка проза.
- Под кожа, избор текстова на Македонском језику, 2014.
- Чипка и чоколада, драма, (урађена представа)[3]
- Буди безобразно лепа, поезија.
- Чипка од чоколаде, драма,[4].
- Странац у сопственој кожи, роман о Милану Митићу.
- Танго са омчом око врата, кратка проза.
- Картица или кеш, поезија.
- Буран живот једне библиотекарке- Шта је на страни 68?!, роман
- Српкиња, збирка песама ISBN 978-86-87003-98--9[мртва веза]